# Sport en Italie
Cet article traite du sport en Italie.
Le sport le plus populaire en Italie est le football. L'équipe nationale a remporté la Coupe du monde de football à quatre reprises, soit le même nombre que l'Allemagne et derrière le Brésil au niveau mondial.
Les autres sports populaires sont le cyclisme, l'escrime, le volley-ball, le basket-ball, le rugby à XV, la pêche sportive, l'athlétisme, le tennis, le sport motocycliste, le sport équestre ainsi que le Water-polo.

## Licenciés par sport
| #  | Sport                                     | Nombre de licenciés | Équipe nationale                      |
| -- | ----------------------------------------- | ------------------- | ------------------------------------- |
| 1  | Football (comprenant futsal)              | 4,363,000           | Football Futsal                       |
| 2  | sports nautiques                          | 3,480,000           | Natation Plongeon Water-polo (hommes) |
| 3  | Gymnastique                               | 2,204,000           |                                       |
| 4  | Ski                                       | 2,060,000           |                                       |
| 5  | Cyclisme                                  | 1,321,000           | Cyclisme                              |
| 6  | Tennis                                    | 1,298,000           | Coupe Davis Fed Cup                   |
| 7  | Athlétisme                                | 995,000             | Athlétisme                            |
| 8  | Volley-ball (comprenant beach-volleyball) | 988,000             | Volleyball (hommes)                   |
| 9  | Basket-ball                               | 606,000             | Basket-ball                           |
| 10 | Bodybuilding                              | 555,000             |                                       |

## Disciplines

### Football
De loin le sport le plus populaire en Italie, à un point qu'il est une composante de la culture italienne.
Le football en Italie est géré par la Fédération italienne de football (FIGC, italien : Federazione Italiana Giuoco Calcio) qui regroupe les clubs de football du pays et elle organise les compétitions nationales ainsi que les matchs internationaux de l'équipe d'Italie. L'équipe nationale est la "Squadra Azzura", nommée ainsi de par la couleur bleue de son maillot. Elle est l'une des équipes nationales les plus titrées au monde, avec notamment 4 Coupes du Monde (1934, 1938, 1982, 2006) et 2 Championnats d'Europe (1968 et 2021).
Le pays compte quatre championnats professionnels avec la Serie A (D1), la Serie  B (D2), la Ligue Pro 1 (D3) et la Ligue Pro 2 (D4). Ces deux dernières ligues sont fusionnées en une seule Serie C pour la saison 2014-2015, avec 60 clubs. La Serie A, surnommée le "Calcio", abrite les meilleurs clubs du pays : Milan AC et Inter à Milan, Juventus et Torino à Turin, AS Roma et Lazio à Rome, Sampdoria et Genoa à Gênes, Napoli à Naples ou encore la Fiorentina à Florence.

### Cyclisme
C'est l'un des sports les plus populaires dans tout le pays. La plus grande épreuve est le Giro, ou Tour d'Italie, créé en 1909, quelques années après le Tour de France, et généralement considéré après celui-ci comme la deuxième plus grande course à étapes du monde. Parmi les autres courses cyclistes, il faut citer Milan San Remo, courue depuis 1907, qui fait partie des "Monuments des Classiques", ou encore le Tour de Lombardie, fondé en 1905. L'Italie fait partie depuis toujours des grandes nations du cyclisme, et parmi les nombreux champions italiens on peut retenir les noms d'Ottavio Bottechia, Alfredo Binda, Gino Bartali, Fausto Coppi, Guido Bontempi, Felice Gimondi (vainqueur des trois grands tours), Francesco Moser, Gianni Bugno, Claudio Chiappucci, Marco Pantani, ou encore Mario Cipollini et Vincenzo Nibali.

### Rugby
L'Italie participe au Tournoi des Six Nations depuis l'an 2000.

### Sports mécaniques

#### Moto
Valentino Rossi est l'un des meilleurs pilotes de motos de ce siècle. Il a été sacré neuf fois champion du monde en Grand Prix,. Le record absolu appartient également à un autre pilote italien de légende, Giacomo Agostini, avec ses quinze titres mondiaux. 
Le Grand Prix Moto d'Italie se déroule chaque année au Mugello.  

#### Formule I
La marque référence du sport automobile italien est Ferrari, en Formule 1, qui a notamment vu passer le septuple champion du monde Michael Schumacher. La Scuderia Ferrari détient le record du nombre de titres de champion du monde des constructeurs, avec 14 succès. Les grands pilotes italiens ont été Giuseppe Farina, champion du monde en 1950, et Alberto Ascari, double champion du monde en 1952 et 1953.
Le Grand Prix d'Italie existe depuis 1921, et fait partie du championnat du monde dès l'origine, en 1950. Il se déroule chaque année sur le circuit de Monza. 
On peut également citer le circuit d'Imola, qui a abrité le Grand Prix de Saint Marin de 1981 à 2006, avant sa disparition du calendrier du championnat du monde. Il fait cependant son retour au calendrier à partir de 2020.

### Sports aquatiques
En natation, Federica Pellegrini est championne olympique aux Jeux de Pékin au 200 m nage libre : elle bat son propre record du monde.
L'Équipe d'Italie de water-polo masculin est également la plus titrée au monde derrière la Hongrie. Elle a remporté l'or olympique à trois reprises en 1948, 1960 et 1992 et trois titres de Champion de Monde en 1978, 1994 et 2011.

### Golf
Le Golf est pratiqués par plus de 9.000 joueurs inscrits (en 2007). 
Il y a plusieurs joueurs professionnels masculins et féminins, dont Costantino Rocca, les frères Edoardo et Francesco Molinari, et la star adolescente Matteo Manassero. Le tournoi le plus important est l'Open d'Italie.

### Baseball
Le Baseball est moins actif en Italie que la plupart des autres sports. Introduit en Italie par des militaires américains pendant la Seconde Guerre mondiale, les ligues professionnelles de baseball ne sont établies qu'après la guerre. 
L'équipe nationale de baseball d'Italie est traditionnellement classée comme la deuxième meilleure équipe en Europe, derrière l'équipe nationale néerlandaise. la performance de l'Italie pendant les Jeux Olympiques a toujours été élevé pour une équipe européenne, mais est remarqué sa dépendance à l'égard des joueurs américains et latinos d'origine italienne.

### Hockey sur glace
La ville de Milan fut à partir des années 1920 jusqu'en 1960, la capitale du hockey sur glace en Italie, grâce notamment au HC Milan et au HC Diavoli Rossoneri Milan qui ont remporté 22 des 23 premiers titres de Champion d'Italie ainsi que 5 Coupe Spengler. Aujourd'hui le cœur du hockey italien s'est davantage déplacé vers le Trentin avec le HC Bolzano, la Sportivi Ghiaccio Cortina et l'AS Renon.
L'équipe nationale a obtenu son meilleur résultat aux Championnats du monde en 1953 avec une 4e place.
Il y a actuellement près de 6 000 hockeyeurs en Italie.

### Sports traditionnels
Comme sport traditionnel, une forme de la pétanque (bocce) est un passe-temps populaire.
Différentes formes de billards sont jouées : cinq broches, Goriziana (neuf broches), et boccette. Il y a près de 6.000.000 joueurs amateurs et joueurs professionnels qui se font concurrence dans le circuit national et les championnats internationaux.
Le Palio (concours entre communes impliquant des animaux) est suivi par beaucoup. Le plus célèbre dans le monde est le Palio de Sienne.
Il y a aussi le calcio storico également appelé calcio fiorentino, inspiré de jeu de balle ancien et de lutte romaine. Deux équipes de 27 joueurs s'affrontent et cherchent à marquer le plus de buts à l'adversaire.

## Jeux olympiques
L'Italie a accueilli une fois les Jeux Olympiques d'été, en 1960 à Rome. 

Elle a eu deux fois les Jeux Olympiques d'hiver, en 1956 à Cortina d'Ampezzo, puis plus récemment en 2006 à Turin.